# André Simard
Pour les articles homonymes, voir Simard.
André Simard, né le 22 novembre 1953 à Normandin, au Québec, est un homme politique québécois.
Il est député à l'Assemblée nationale du Québec de la circonscription de Kamouraska-Témiscouata sous la bannière du Parti québécois de 2010 à 2012.

## Biographie

### Vétérinaire et fonctionnaire
Après l'obtention de son doctorat en médecine vétérinaire de l'Université de Montréal en 1978, il rejoint l'année suivant le ministère de l'Agriculture, des Pêcheries et de l'Alimentation. Il y est fonctionnaire jusqu'en 1996, année où il devient directeur général de l'Institut de technologie agroalimentaire à La Pocatière.

### Vie politique
À son départ de l'Institut de technologie agroalimentaire en 2010, il souhaite s'investir pour ses concitoyens. Étant souverainiste, il fait le choix du Parti québécois. La démission et la mort du député et ministre Claude Béchard le 7 septembre 2010, rend la circonscription de Kamouraska-Témiscouata vacante, et il s'y présente comme candidat lors de l'élection partielle du 29 novembre 2010. Il affronte France Dionne du Parti libéral du Québec, Gérald Beaulieu de l'Action démocratique du Québec, Serge Proulx de Québec solidaire et Frédéric Brophy Nolan pour le Parti vert du Québec. Le 29 novembre 2010, il est élu député à l'Assemblée nationale du Québec avec 7 213 voix battant par 196 voix sa plus proche adversaire, France Dionne (7 017 voix).
Le 19 août 2011, un nouveau dossier lui est attribué et il devient porte-parole de l'opposition officielle en matière d'agriculture et d'alimentation.
Après la réorganisation de la carte électorale et la création de la nouvelle circonscription de Côte-du-Sud, il est candidat dans cette circonscription lors des élections générales québécoises de 2012 et est battu par le député libéral Norbert Morin. Il est battu de nouveau dans cette circonscription en 2014.
Lors des élections municipales québécoises de 2017, il est élu maire de Saint-Roch-des-Aulnaies. Il est réélu en 2021. 

## Résultats électoraux
|                                                                                               | Nom                     | Parti            | Nombre de voix | %      | Maj.  |
| --------------------------------------------------------------------------------------------- | ----------------------- | ---------------- | -------------- | ------ | ----- |
|                                                                                               | Norbert Morin (sortant) | Libéral          | 17 348         | 49,9 % | 9 255 |
|                                                                                               | Mireille Caron          | Coalition avenir | 8 093          | 23,3 % | -     |
|                                                                                               | André Simard            | Parti québécois  | 6 649          | 19,1 % | -     |
|                                                                                               | Simon Côté              | Québec solidaire | 1 910          | 5,5 %  | -     |
|                                                                                               | Renaud Blais            | Parti nul        | 347            | 1 %    | -     |
|                                                                                               | Gaétan Mercier          | Conservateur     | 272            | 0,8 %  | -     |
|                                                                                               | Joël Leblanc-Lavoie     | Option nationale | 158            | 0,5 %  | -     |
| Total                                                                                         | Total                   | Total            | 34 777         | 100 %  |       |
| Le taux de participation lors de l'élection était de 69,6 % et 398 bulletins ont été rejetés. |                         |                  |                |        |       |

|                                                                                               | Nom               | Parti              | Nombre de voix | %      | Maj.  |
| --------------------------------------------------------------------------------------------- | ----------------- | ------------------ | -------------- | ------ | ----- |
|                                                                                               | Norbert Morin     | Libéral            | 14 047         | 38,9 % | 3 296 |
|                                                                                               | François Lagacé   | Coalition avenir   | 10 751         | 29,8 % | -     |
|                                                                                               | André Simard      | Parti québécois    | 9 293          | 25,7 % | -     |
|                                                                                               | Josée Michaud     | Québec solidaire   | 1 221          | 3,4 %  | -     |
|                                                                                               | Marc-André Robert | Option nationale   | 532            | 1,5 %  | -     |
|                                                                                               | Serge Lévesque    | Équipe autonomiste | 259            | 0,7 %  | -     |
| Total                                                                                         | Total             | Total              | 36 103         | 100 %  |       |
| Le taux de participation lors de l'élection était de 72,2 % et 454 bulletins ont été rejetés. |                   |                    |                |        |       |

|                                                                                               | Nom                   | Parti               | Nombre de voix | %      | Maj. |
| --------------------------------------------------------------------------------------------- | --------------------- | ------------------- | -------------- | ------ | ---- |
|                                                                                               | André Simard          | Parti québécois     | 7 213          | 36,8 % | 196  |
|                                                                                               | France Dionne         | Libéral             | 7 017          | 35,8 % | -    |
|                                                                                               | Gérard Beaulieu       | Action démocratique | 4 509          | 23 %   | -    |
|                                                                                               | Serge Proulx          | Québec solidaire    | 522            | 2,7 %  | -    |
|                                                                                               | Frédéric Brophy Nolan | Vert                | 314            | 1,6 %  | -    |
| Total                                                                                         | Total                 | Total               | 19 575         | 100 %  |      |
| Le taux de participation lors de l'élection était de 57,6 % et 296 bulletins ont été rejetés. |                       |                     |                |        |      |

## Honneurs
- Le 27 décembre 2018, il est nommé membre de l'Ordre du Canada[10].